# シューティングラブ。2007
シューティングラブ。2007は、トライアングル・サービス開発のアーケード用シューティングゲーム。
NAOMI用ROMソフト。2007年7月27日より稼動開始。
『EXZEAL（エクスジール）』と『シューティング技能検定（業務用）』の2種類のシューティングゲームがカップリングになったソフトである。
以下、『エクスジール』について詳述する。『シューティング技能検定』については当該項目で詳述しているため、そちらを参照のこと。

## EXZEAL（エクスジール）
タイトル画面では「普通のシューティングゲーム」と説明されている。
ゲーム中には『トライジール』に登場したキャラクター（自機のA-1・A-3や遺跡ロボ）も登場している。

### ゲームシステム
- 1レバー+3ボタン制。Aボタンが単発ショット、Bボタンがボム、Cボタンが連射ショット。
- 自機のパワーアップは存在しない。
- ボムはゲーム開始時は2発で、ゲーム中の特定の場面でアイテムにより追加できる。
- エクステンドは800万点と1600万点の2回（初期設定時）。
- 1周エンド。
- 破壊不可能なあらゆるものに「撃ち込み点」が存在する。ショット1発に付き10点。
- 各ステージで特定の条件を満たすと隠しキャラが出現し、ボーナス得点が入る。

### 自機
以下の4種類の中から1機を選びゲームを開始する。
UNIT-1Aボタンを押し続けると「溜め撃ち（チャージショット）」が出来る。前方に大型で単発のチャージショットを撃つ。チャージショットはザコキャラや破壊可能な敵弾を貫通し、一度のチャージショットで複数の敵や破壊可能弾を巻き込んでを倒すと、2・4・6・8・10・12・14・16倍の順でスコアに倍率が掛かる。溜め撃ちのチャージはレバガチャを行うことによって早くなる（クイックチャージ）。Bボタンでのボンバーは全画面攻撃（UNIT-2,3も同様）。
UNIT-2性能はUNIT-1と同じだが、チャージショットの弾が小型で5方向（前方3方向+後方2方向）に発射される。
UNIT-3溜め撃ちが出来ず、通常ショットのみの機体。ショットの攻撃力は最強。敵に接近して倒すほどスコアに高い倍率（1～8倍）が掛かる。なお、UNIT-3に限り、左右のショットの判定が別々に存在する（UNIT-1,2,4は左右のショットで一つ扱い）。
UNIT-3e「シューティングラブ。200X」の家庭用エクスジール隠し自機。自機選択時、特定のタイミングでUNIT-3を選択するとこの隠し機体になる。通常機と比べて弾が一発(厳密には左右1発ずつ)しか画面に表示できない代わりに威力が非常に高くなっている。そのため、敵に密着したり画面奥に近づくと火力が強力になる。
UNIT-4『トゥエルブスタッグ』の自機と同じ機体。通常ショットのほか、左右に素早くレバーを入力するとサイドアタックで攻撃が出来、自機の後部を敵に当てるとバックファイヤで攻撃ができる。サイドアタックやバックファイヤで敵を倒すとスコアに倍率が掛かり、一定時間内に連続して倒していけば倍率は最大12倍まで上がる。なお『トゥエルブスタッグ』の時の仕様とは異なり、通常ショットでの破壊には倍率が全くかからない。また、Bボタンでのボンバーは、トライジール隠し機体時と同じボンバーバリア。バリア範囲内では無敵。また、画面左下で撃つと弾消し効果が画面全体に及ぶバグもトライジールと同じであるが、今回は仕様であろう。

### ステージ構成

#### ステージ1 typhoon #12
雲海の中を抜けていき、台風の中で待ち構えるボスと対決する。ザコキャラが多数出現するがあまり攻撃はして来ず、各機体ごとの点数稼ぎのシステムを理解し、練習できる。たまに6面のBGMが流れるのは仕様である。
隠しキャラ UFO雲海降下中に出現。100000点のボーナス。
ボス「typhoon」多数のザコキャラと破壊可能弾を出して攻撃してくる。弱点は正面左右のカバー及び中央部のコア。高倍率で倒すためには、ボスの位置誘導やタイミングあわせが要求される。

#### ステージ2 fly high!
トゥエルブスタッグに良く似た、森林地帯の上を飛んでいくステージ。途中、中型機が大量に出てきて道をふさいでおり、これはチャージショットを使わないと破壊しきれない。
隠しキャラ 三つ首のドラゴン開幕のシャコ型青色中型機地帯で出現。100000点のボーナス。
ボス「SAT」人工衛星のような形。ステージ途中でロケットにより打ち上げられる姿が確認できる。いわゆる弾幕を吐き出して攻撃してくる。

#### ステージ3 fortress vacuumer
宇宙基地の通路内を進行する。ショットでブロックを押しのけつつ進まねばならないブロック地帯、回転するキューブ砲台地帯など、パズル要素が強まる。
隠しボムアイテム第一ブロック地帯の手前側最前列の灰色ブロックのどれか一つに、ボムアイテムが埋まっている。ブロックを破壊することでボムアイテムは放出される。
隠しキャラ 遺跡ロボ第一ブロック地帯の赤ブロックの一つに、遺跡ロボの埋まっているものが存在する。ショットを打ち込むことで遺跡ロボがブロックの上にせり出してくる。完全にせり出させることで100000点のボーナス。
隠しボーナスフィーチャー 青ブロック運搬第一、第二ブロック地帯の最前列には必ず青い色のブロックが存在する。これをショットを打ち込むことで押し上げ、ブロック地帯の最後まで運搬しきると、100000点のボーナス。
ボス「fortress vacuumer」中央の吸い込み口、左右のシャボン玉放出ダクト、そして中央の弱点の左右に並ぶ計4箇所の復活砲台で形成されるボス。吸い込み口が開いてから、エフェクトと共に自機が吸引される。画面左右下部に行くことで吸い込みから逃れることが出来る。シャボン玉は硬く、1、2号機のショットでは破壊しきれない。

#### ステージ4 escape!
障害物を避けたり破壊したりしながら、要塞から脱出する。いわゆるボーナスステージのような扱いで、ミスをすると自機を1機失った上でステージ5に飛ばされる。
隠しキャラ A-1道中、細胞地帯の中に手型メカの握り拳があり、そこにはA-1（『トライジール』1P側自機）が囚われている。これを救出すると・・・

#### ステージ5 black sky
宇宙空間を背景に、自機狙い中型機などの猛攻をかいくぐり、隕石地帯へ突き進む。
なお、BGM「永遠のTraveler」（歌：夏目響子【Avant Girl】）は、『トライジール』4面BGMのボーカルアレンジ。もともとはドリームキャスト版の初回特典として付属していたサントラCDにボーナストラックとして収録されていたもの。
隠しボムアイテム序盤終了後の、非常に硬い隕石障壁地帯の隕石のうちのどれかに、ボムアイテムが埋まっている。
隠しボーナスフィーチャー 隕石ロケット後半の隕石地帯には、隕石に混じって隕石ロケットが飛来する。1、2、4号機の場合は、隕石ロケットにショットを当てることでロケットを回転させ方向を変えることが出来る。1、2号機のチャージショット、3号機のショット、4号機のサイドアタックないしバックファイアによって、隕石ロケットに着火することが出来る。着火した隕石ロケットはその時の方向に飛んで行き、他の隕石を巻き込んで破壊する。破壊ごとに10000点のボーナス点が入る。また、ボスに着弾させても10000点のボーナス。
隠しキャラ 宇宙戦艦トマト隕石地帯にて背景を横切る。100000点のボーナス。
ボス「TATOO2」複数の形態、多数のパーツ、非常に高い耐久力を持つボスで、ゲーム道中の難関の一つである。左右から隕石や隕石ロケットが飛来する状況で、ボスの攻撃をかいくぐらねばならない。『トライジール』の4面ボス「TATTOO」の後継機と見られ、戦闘状況と攻撃法が似ている。

#### ステージ6 ruins
謎の遺跡に侵入する自機に、意趣を凝らしたトラップが待ち受ける。
隠しキャラ ブラック遺跡ロボ道中の地形の上で、黒い色の遺跡ロボが体育座りをしている。つい最近、ボーナス条件が判明したようだ。
ボス「5-DEATH.」スフィンクスを髣髴とさせる姿のボス。

### 開発スタッフ
- プログラム - T.Fujino（藤野俊昭）
- グラフィック - H.Toki
- サウンド - Naoto（田辺裕詞）